# Anarta rupestris
Anarta rupestris là một loài bướm đêm trong họ Noctuidae.